# Bajo Poitou

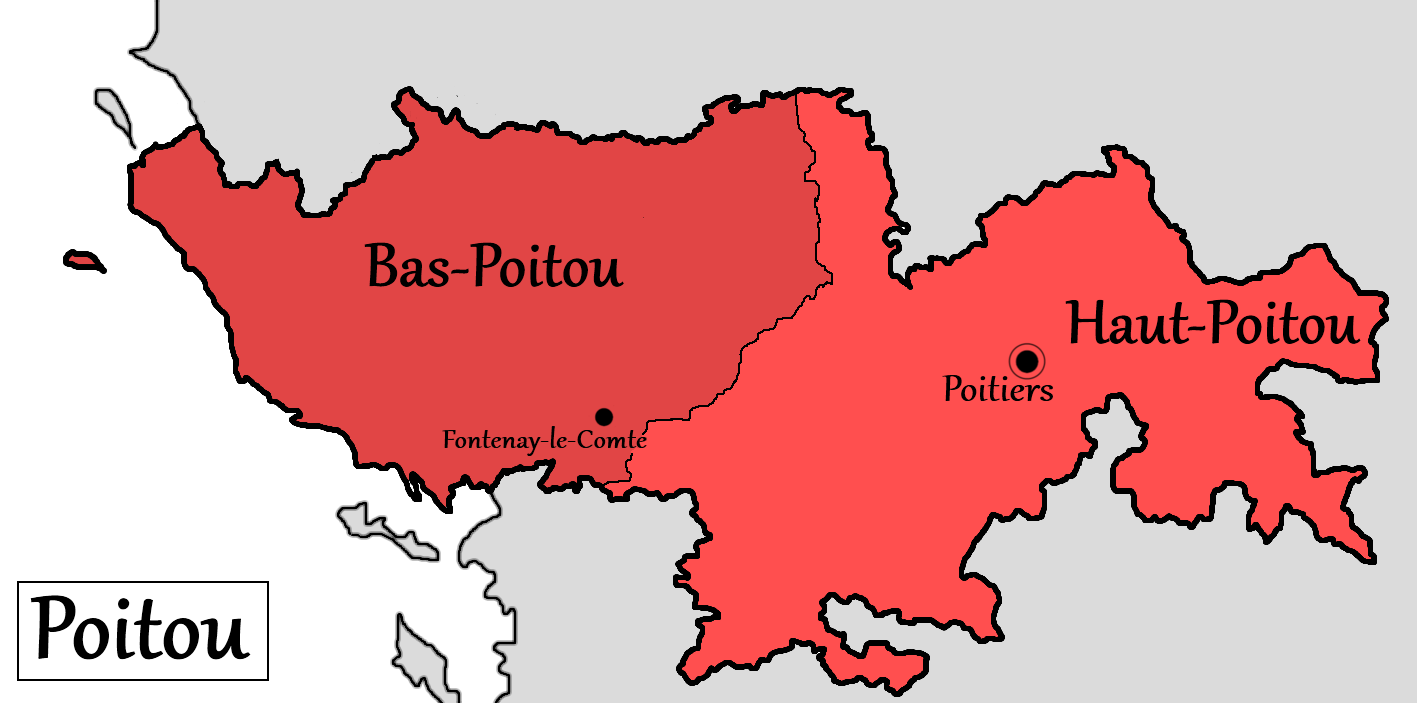
Situación del Bajo Poitou en Poitou.

El Bajo Poitou (en francés: Bas-Poitou) es una antigua división administrativa de la desaparecida provincia de Poitou en Francia.
Desde 1789 —cuando la Asamblea Constituyente francesa creó los departamentos, fragmentando las provincias del Antiguo Régimen dentro divisiones administrativas muy racionales— hasta hoy, el Bajo Poitou no está representado administrativamente en la organización territorial de Francia ya que los departamentos siguen existiendo. Pero, cuando los revolucionarios hicieron el trazado de las fronteras de los departamentos, a ellos respetaron una parte de las límites tradicionales de Poitou, lo que significa que Poitou fue grosso modo dividido dentro tres departamentos: Vandea, Vienne y Dos Sevres. Por consiguiente, la mayor parte de Bajo Poitou corresponde hoy al departamento de Vandea. 
Durante la Revolución francesa, el territorio de Bajo Poitou se quedaba famoso por su dimensión de «contra revolucionaria», especialmente en las guerras de Vandea. De este modo, el territorio se distinguió de Poitou liberándose de una tutela provincial que ya no representa los habitantes de la región litoral (la Vandea), que mostraron su cariño con respeto al rey mientras que todo lo demás de la provincia no reaccionaba.
Después, durante el siglo XIX, los Bajo-Poitevínes mostraron su affición legitimista ya que Bajo-Poit se volvió dentro un hogar de oposición, después de la Restauración (1814-1815, 1815-1830) con los regímenes de los Cien Días (1815) o de la Monarquía de Julio recibiendo por ejemplo la duquesa de Berry, que intentaba un sublevación de Vandea para que el régimen de Luis Felipe se cayera, lo que fracasó en 1832.
Un número importante de Bajo-Poitevínes emigraron a América, especialmente hasta el Quebec (Québec), la Acadia (Acadie), la Luisiana (Louisiane), las Antillas (Antilles), así como a la isla Reunión (La Réunion).